# Rafael Garrucci
Rafael Garrucci (Nápoles, 1812 - Roma, 1885) fue un religioso y arqueólogo italiano.

## Biografía
Rafael perteneció a la Compañía de Jesús y fue individuo de la Academia de Herculano e insertó innumerables artículos en La Ciudad Católica, y falleció el mismo día en que concluía la tirada de su Numismática, que comprende la historia de la moneda de Italia desde sus orígenes hasta finales del siglo XIX.

## Obra
- Antichità dei Liguri Bebiani,..., Nápoles, 1845.
- Cuestiones pompeyanas, 1853, en 8.º, con un plano de Pompeya.
- Esame critico e cronologico della numismatica costantiniana,.., Roma, 1858.
- Hagioglypta,.., Lutetiae Parisiorum, 1856.
- Historia del arte cristiano en los ocho primeros siglos de la Iglesia, 1872-73, 2 vols. en fólio.
- I Segni delle lapidi latine,...., Roma, 1857.
- Il Crocifisso grafito in casa dei Cesari,..., Roma, 1857.
- Inscripciones antiguas de Salerno, 1851.
- Intorno alla leggenda Vespasiano III..., Nápoles, 1857.
- L'Augusto di Villa Veientana,.., Roma, 1864.
- Los misterios del sincretismo frigio en las catacumbas romanas, 1854, en 4.º mayor.
- Monumentos del Museo Lateranense, 1862, con 50 láminas por dibujos de Paolo Guglielmi, obra publicada por mandato de Pio IX
- Prometeo e Pandora,...., Roma, 1860.
- Sylloge inscriptionum latinarum......, Augustae, 1875, en 8.º.
- Tavole fotografiche delle pitture Vulcenti.....
- Otras